# Akvarel in A Majeur
De Akvarel in C majeur is een op zichzelf staande compositie van Niels Gade. Gade componeerde meerdere van dit soort muzikale aquarellen. Eerder verscheen zijn Akvareller, later volgde Nye akvareller. Deze losse verscheen als bijlage bij de Illustreret Tidende nr 900. Het werkje is gedateerd op 12 december 1876. 